# Tammy Boyd
Tamara "Tammy" Boyd (Invercargill, 13 de febrer de 1980) va ser una ciclista neozelandesa, que combinà el ciclisme en pista amb la ruta.

## Palmarès en ruta
- 2005
  - 1a al Tour del Charente Marítim i vencedora de 2 etapes

## Palmarès en pista
- 2006
  -  Campiona de Nova Zelanda en Scratch